# Gestión de archivos
Un sistema de gestión de archivos es el software que proporciona a los usuarios y aplicaciones de servicios para el uso, acceso y control de accesos, tanto de archivos como a directorios.

## Conceptos iniciales
- El sistema de manejo de ficheros es considerado parte del Sistema operativo.
- El input de las aplicaciones son muchas veces archivos.
- El output de las aplicaciones se graba en ficheros para almacenarlos por un periodo muy largo.
- El programador no necesita desarrollar un sistema de manejo de ficheros.

## Términos usados
- Campo: Elemento básico de información, contiene un valor, tiene un tipo de dato y una longitud.
- Registro: Colección de campos relacionados; se trata como una unidad.
- Archivo informático: Colección de registros relacionados; se trata como una unidad; tiene un nombre único; se puede restringir su acceso.
- Base de datos. Colección de datos relacionados.

## Objetivos
- Garantizar que la información del archivo sea válida.
- Optimizar el acceso a los archivos.
- Proveer soporte E/S a gran variedad de dispositivos de almacenamiento.
- Entregar los datos que el usuario pide.
- Minimizar o eliminar una potencial pérdida de datos.
- Proveer un conjunto estándar de rutinas E/S.
- Proveer soporte de E/S a múltiples usuarios.
- Clasificación por materias o asuntos.

## Requerimientos básicos
- Los usuarios deben poder crear, leer, borrar y cambiar ficheros.
- Los usuarios pueden tener el control de los ficheros de otros usuarios.
- Los usuarios controlan qué tipo de acceso otorgan a otros usuarios.
- Los usuarios pueden ordenar sus ficheros de acuerdo a su problema (directorios).
- Los usuarios pueden mover información entre ficheros.
- Los usuarios deben ser capaces de realizar una copia de respaldo y restaurarla en caso de un desastre.
- Los usuarios pueden acceder a los ficheros con nombres simbólicos (en Windows accesos directos).

## Drivers de dispositivos
- Son rutinas de bajo nivel.
- Se comunican directamente con el periférico.
- Es el responsable de iniciar las operaciones E/S con el dispositivo.
- También procesa el fin de las operaciones E/S.

## Sistema Básico de Archivos
- Realiza E/S físico.
- Realiza intercambio de bloques de datos.
- Realiza la colocación de bloques de datos.
- Realiza buffering de bloques con la memoria principal.

## Supervisor Básico de E/S
- Responsable del inicio y término de un E/S de archivo.
- Mantiene las estructuras de control.
- Realiza la planificación para obtener un rendimiento óptimo.
- Es parte del sistema operativo.

## Funciones de la gestión de archivos.
- Identificar y localizar un archivo.
- Usa un directorio (como un directorio telefónico) para describir la ubicación y atributos de un archivo.
- Controla el acceso de varios usuarios a los archivos.
- Bloquea el uso de archivos.
- Ubica archivos en bloques libres.
- Administra el espacio libre.

## Organización de directorios
- Se tiene un Directorio maestro con directorios del usuario dentro del directorio maestro.
- Cada directorio del usuario puede contener subdirectorios y archivos.
- Los archivos pueden ser localizados siguiendo la ruta de directorios desde el directorio maestro (root).
- La ruta de directorios se conoce como path.
- Se pueden tener varios archivos con el mismo nombre ubicados en diferentes rutas.
- El directorio donde se encuentra el usuario es el directorio de trabajo.
- Los archivos se referencian respecto al directorio de trabajo falta de texto.

## Software
Lotus Notes
OrfeoGPL

## Proveedores del servicio
- Docudigital una división de Rudolf
- Google Enterpirse división de documentos de Google

- Datos: Q5879065